# Sintesi chimica
In chimica, la sintesi è l'esecuzione di una reazione chimica o di una sequenza di reazioni chimiche consecutive allo scopo di ottenere uno o più composti. Tale sequenza deve risultare riproducibile, affidabile e, se mirata alla produzione industriale, scalabile. Il termine "sintesi" nella sua accezione attuale fu impiegato per la prima volta da Adolph Wilhelm Hermann Kolbe.
Le reazioni della sequenza possono essere seguite da: processi fisici di separazione (precipitazione, distillazione, estrazione, ecc.) atti a purificarne i prodotti, oppure possono portare direttamente alla formazione del prodotto finale desiderato tramite una sintesi one-pot eliminando la necessità di ricorrere a tali processi intermedi.
Ognuno dei passaggi della sintesi è contraddistinto da una resa, che rappresenta il rapporto tra il prodotto di reazione effettivamente  ottenuto e quello teoricamente previsto dalla stechiometria se la reazione fosse completa. Le reazioni secondarie sono generalmente indesiderate proprio perché abbassano la resa del prodotto voluto.
La messa a punto di un'opportuna sequenza di reazioni dipende dalle materie prime a disposizione, dalle quantità in gioco, dal fatto che la reazione debba condursi in laboratorio o in un impianto industriale, nonché dalle esigenze di sicurezza e convenienza economica delle reazioni e dei processi necessari per isolare i composti intermedi e il prodotto desiderato.